# Monticello (Indiana)
Monticello é uma cidade localizada no estado americano de Indiana, no Condado de White.

## Demografia
Segundo o censo americano de 2000, a sua população era de 5723 habitantes.
Em 2006, foi estimada uma população de 5438, um decréscimo de 285 (-5.0%).

## Geografia
De acordo com o United States Census Bureau tem uma área de
7,8 km², dos quais 7,2 km² cobertos por terra e 0,6 km² cobertos por água.

## Famosos de Origem
- DJ Ashba das bandas Guns N' Roses e Sixx:A.M..

## Transportes
- Aeroporto do Condado de White

## Localidades na vizinhança
O diagrama seguinte representa as localidades num raio de 16 km ao redor de Monticello.